# Dody Goodman
Dolores "Dody" Goodman (Columbus (Ohio), 28 de octubre de 1914 - Englewood (Nueva Jersey) , 22 de junio de 2008) fue una actriz estadounidense. Es conocida por haber interpretado a Martha Shumway, la madre de Mary Hartman, en la serie Mary Hartman, Mary Hartman y a Blanche, la simpática secretaria de la preparatoria "Rydell" en Grease y Grease 2.

## Biografía
Goodman nació en Columbus (Ohio). Fue conocida por el secretismo sobre su edad, llegando a fingir tener 15 años menos durante varios años antes de que su verdadera edad fuera revelada.

### Carrera
Goodman inició su carrera bailando solos en musicales de Broadway como High Button Shoes y Wonderful Town. En 1955, fue parte del show fuera de Broadway Shoestring Revue, donde cantaba "Someone's Been Sending Me Flowers". Goodman regresó a Broadway en 1974 para participar en Lorelei junto a Carol Channing.
Goodman llamó la atención del anfitrión Jack Paar, quien la invitó a participar en The Tonight Show. Sin embargo, Goodman abandonó el show en 1958, luego de varios desacuerdos con Parr. Durante los años 1960, apareció en varios talk shows y concursos de televisión.
En 1976, Goodman interpretó a Martha Shumway en la serie Mary Hartman, Mary Hartman. Posteriormente apareció regularmente en Diff'rent Strokes y Texas, además de tener papeles en las películas Grease y Splash. También fue actriz de voz, participando en la serie animada Alvin and the Chipmunks y en su adaptación cinematográfica The Chipmunk Adventure.

### Muerte
Goodman murió el 22 de junio de 2008 en el Englewood Hospital and Medical Center (Hospital y Centro Médico de Englewood) luego de haber vivido en la Lillian Booth Home, una casa de retiro en Englewood (Nueva Jersey), desde octubre de 2007.

## Filmografía
- Black Ribbon (2007)
- Alvin and the Chipmunks Meet the Wolfman (2000, voz)
- Alvin and the Chipmunks Meet Frankenstein (1999, voz)
- Family Reunion: A Relative Nightmare (1995, telefilme)
- Cops n Roberts (1995)
- Samantha (1992)
- Frozen Assets (1992)
- Cool as Ice (1991)
- Splash, Too (1988, telefilme)
- Bring Me the Head of Dobie Gillis (1988, telefilme)
- The Chipmunk Adventure (1987, voz)
- One Life to Live (1985, serie de TV)
- I Dream of Jeannie: 15 Years Later (1985, telefilme)
- Private Resort (1985)
- Punky Brewster (1984-1985, serie de TV)
- Splash (1984)
- Alvin and the Chipmunks (1983-1990, serie de TV, voz)
- Max Dugan Returns (1983)
- Texas (1982, serie de TV)
- Grease 2 (1982)
- La isla de la fantasía (1981)
- Valentine Magic on Love Island (1980, telefilme)
- The Mary Tyler Moore Hour (1979, serie de TV)
- Grease (1978)
- Forever Fernwood (1977-1978, serie de TV)
- La última locura (1976)
- Mary Hartman, Mary Hartman (1976-1977, serie de TV)
- Search for Tomorrow (1968, serie de TV)
- Bedtime Story (1964)
- The Defenders  (1962, serie de TV)
- Stanley (1957, serie de TV)
- The Phil Silvers Show (1955 - 1958)
- Search for Tomorrow (1951, serie de TV)